# Partido Verde do Minnessota
O Partido Verde de Minnesota é o quarto maior partido político em Minnesota, foi fundado em 1994. É nacionalmente filiado ao Partido Verde dos Estados Unidos.
Na eleição presidencial de 2000, o candidato Ralph Nader ficou com 5% dos votos em Minnesota, quando o partido ganhou o status de grande partido. Mas na eleição de 2004, nem o candidato a presidente David Cobb nem qualquer outro candidato receberam 5% ou mais, perdendo o status de grande partido.
Em 2003, Elaine Fleming se tornou o primeira prefeita do partido no estado. Fleming é prefeita de Cass Lake, e foi eleita para seu primeiro mandato por sete votos.
O partido é liderado por um comitê de coordenação de 17 membros que define metas, orçamento e estratégia de longo alcance do partido.

## Ideologias
Os "Dez Valores-chave", [17] que se expandem sobre os quatro pilares, são os seguintes:
- Democracia popular
- Justiça social
- Sabedoria ecológica
- Não-violência
- Descentralização
- Economia baseada na comunidade
- Direitos da mulher
- Respeito pela diversidade
- Responsabilidade global
- Foco futuro